# 테런스 베일러
테런스 베일러(Terence Bayler, 1930년 1월 24일 ~ 2016년 8월 2일)는 뉴질랜드의 배우이다.

## 출연 작품
- 케미컬 웨딩 (2008)
- 해리 포터와 마법사의 돌 (2001)
- 남아있는 나날 (1993)
- 크리스탈스톤 (1987)
- 브라질 (1985)
- 4차원의난장이E.T (1981)
- 라이프 오브 브라이언 (1979)
- 러틀스 (1978)
- 맥베드 (1971)